# Stubičke Toplice
Stubičke Toplice su općina u Hrvatskoj, u Krapinsko-zagorskoj županiji.
Danas općina Stubičke Toplice ima 2740 stanovnika, a prostire se na 27 km2, te je jedna od najmanjih općina. Ustrojstvom nove lokalne samouprave i uprave općinskim sjedištem postale su 27. travnja 1993. godine.

## Zemljopis
Stubičke Toplice nalaze se 40 km sjevernije od Zagreba, u podnožju Medvednice. Graniči na istoku s Gradom Donja Stubica, na zapadu s Oroslavskim selom Krušljevim Selom i Zagrebačkom županijom točnije s Općinom Jakovlje tj. sa selom Igrišćem, na sjeveru s Oroslavjem, i Oroslavskim selom Andraševec, na jugu s Općinom Jakovlje točnije s Kraljevim Vrhom, Gradom Zagrebom točnije s gradskom četvrti Podsljeme, te na jugozapadu s Općinom Bistrom u Zagrebačkoj županiji.

## Stanovništvo
| broj stanovnika | 859   | 1029  | 1107  | 1219  | 1480  | 1585  | 1496  | 1814  | 1795  | 1935  | 1831  | 1962  | 2201  | 2528  | 2752  | 2805  | 2740  |
|                 | 1857. | 1869. | 1880. | 1890. | 1900. | 1910. | 1921. | 1931. | 1948. | 1953. | 1961. | 1971. | 1981. | 1991. | 2001. | 2011. | 2021. |

| broj stanovnika | 289   | 343   | 365   | 396   | 524   | 538   | 550   | 573   | 639   | 784   | 787   | 1008  | 1281  | 1577  | 1788  | 1845  | 1775  |
|                 | 1857. | 1869. | 1880. | 1890. | 1900. | 1910. | 1921. | 1931. | 1948. | 1953. | 1961. | 1971. | 1981. | 1991. | 2001. | 2011. | 2021. |

## Uprava
Načelnik Stubičkih Toplica je Josip Beljak.

## Povijest
- prvi put se spominju 1567. godine
- pretpostavlja se da su poznate još iz rimskog doba (zbog pronalaska dva rimska novčića iz doba cara Hadrijana u blizini bazena)
- prvu kupališnu zgradu izgradila je 1776. godine obitelj Vojkffy
- 1806. godine Stubičke toplice kupio je biskup Maksimilijan Vrhovac

## Gospodarstvo
Kao turistička općina svoj razvoj bazira na razvoju rekreativnog, zdravstvenog te kongresnog turizma i to prvenstveno preko HTP Matija Gubec, te specijalne bolnice Stubičke Toplice. S obzirom na stagnaciju turističke ponude u zadnjim godinama ulažu se veliki napori da se popularnim “Stubakima” vrati nekadašnji sjaj. U svojim planovima općinsko čelništvo zamišlja Stubake kao “oazu” turizma sjeverozapadne Hrvatske, te je pokrenulo niz akcija za oživotvorenje takvog cilja. To se prvenstveno odnosi na planiranje prostora (donijet je generalni urbanistički plan, prostorni plan), zatim na prometnoj povezanosti te izgradnji druge infrastrukture u mjestu.

## Poznate osobe
- Hrvoje Kovačević, živi u Stubičkim Toplicama

## Spomenici i znamenitosti
- Kupališni kompleks Stubičke Toplice

## Obrazovanje
- Osnovna škola

## Šport
- Nagrada Stubičkih Toplica, jedna od najtežih brdskih utrka u Europi
- Auto-moto klub AMK Stubaki, osvajači Zlatne kacige: Ivica Šalec, Dario Šamec (triput prvaci države).

## Vanjske poveznice
- Službena stranica Stubičkih Toplica